# 裏海鱒
裏海鱒，為輻鰭魚綱鮭形目鮭科的一種，為溫帶魚類，分佈於歐洲裏海南部流域，體長可達25公分，棲息在底層淡水、半鹹水域，會進行洄游，生活習性不明。